# Czesław Lang
Czesław Stanisław Lang (ur. 17 maja 1955 w Kołczygłowach) – polski kolarz torowy i szosowy, wicemistrz olimpijski oraz dwukrotny medalista szosowych mistrzostw świata, Kaszub. Po zakończeniu kariery sportowej działacz sportowy oraz organizator Tour de Pologne UCI World Tour, Tour de Pologne Amatorów, Tour de Pologne Junior, Skandia Maraton Lang Team, Tauron Lang Team Race, oraz ORLEN Wyścig Narodów.

## Kariera
Pierwszy sukces w karierze osiągnął w 1977 roku, kiedy wspólnie z Tadeuszem Mytnikiem, Mieczysławem Nowickim i Stanisławem Szozdą zdobył brązowy medal w drużynowej jeździe na czas na mistrzostwach świata w San Cristóbal. W tej samej konkurencji Polacy w składzie: Witold Plutecki, Stefan Ciekański, Jan Jankiewicz i Czesław Lang zdobyli srebrny medal podczas mistrzostw świata w Valkenburgu w 1979 roku. Ponadto wywalczył srebrny medal w wyścigu ze startu wspólnego na igrzyskach olimpijskich w Moskwie w 1980 roku. W zawodach tych wyprzedził go jedynie reprezentant gospodarzy, Siergiej Suchoruczenkow. Na tych samych igrzyskach zajął także czwarte miejsce w drużynowej jeździe na czas. Jest też wielokrotnym mistrzem Polski i zwycięzcą Tour de Pologne w 1980.
Był pierwszym zawodowcem w polskim kolarstwie (włoskie kluby GIS Gelati-Campagnolo i Del Tongo). Został także pierwszym prywatnym animatorem kolarstwa polskiego. Z podupadającego Wyścigu Dookoła Polski, który długo był w cieniu Wyścigu Pokoju, uczynił imprezę rangi światowej Tour de Pologne, która po latach doświadczeń i sukcesów awansowała do rangi wyścigu o znaczeniu prestiżowym (UCI World Tour).
Zawodnik LZS Baszty Bytów (1974-1976) i Legii Warszawa (1977-1981).

## Ważniejsze zwycięstwa i sukcesy
- 1977: brązowy medal mistrzostw świata w drużynowym wyścigu szosowym
- 1979: wicemistrzostwo świata w drużynowym wyścigu szosowym
- 1980: wicemistrzostwo olimpijskie w wyścigu ze startu wspólnego, Tour de Pologne, Settimana Ciclistica Lombarda
- 1981: Małopolski Wyścig Górski
- 1983: prolog w Tirreno-Adriático
- 1986: zwycięstwo etapowe (druż.) w Giro d’Italia
- 1987: prolog w Tour de Romandie
- 1988: etap w Volta Ciclista a Catalunya, Trofeo Baracchi[potrzebny przypis]

## Odznaczenia i nagrody indywidualne
- Krzyż Oficerski Orderu Odrodzenia Polski (2010)[7]
- Krzyż Kawalerski Orderu Odrodzenia Polski (2000)[8]
- Medal Stulecia Odzyskanej Niepodległości (2018)[9]
- Odznaka Honorowa „Bene Merito” (2012)[10]
- Brązowy Medal za Zasługi dla Policji (2017)[11]
- Medal Kalos Kagathos (2017)[12]
- Nagroda Gospodarcza Prezydenta RP: nagroda indywidualna 2019[13].

## Upamiętnienie
11 grudnia 2023 r. odbyła się uroczystość nadania imienia Czesława Langa szkole podstawowej w Kołczygłowach. Kolarz osobiście odsłonił pamiątkowy obelisk przy szkole oraz mural, na którym złożył podpis. Jego wizerunek znalazł się na wydanym w 2023 r. przez Pocztę Polską z okazji 80. edycji Tour de Pologne znaczku pocztowym o nominale 3,90 zł, którego nakład wyniósł 120 tys. sztuk.

## Życie prywatne

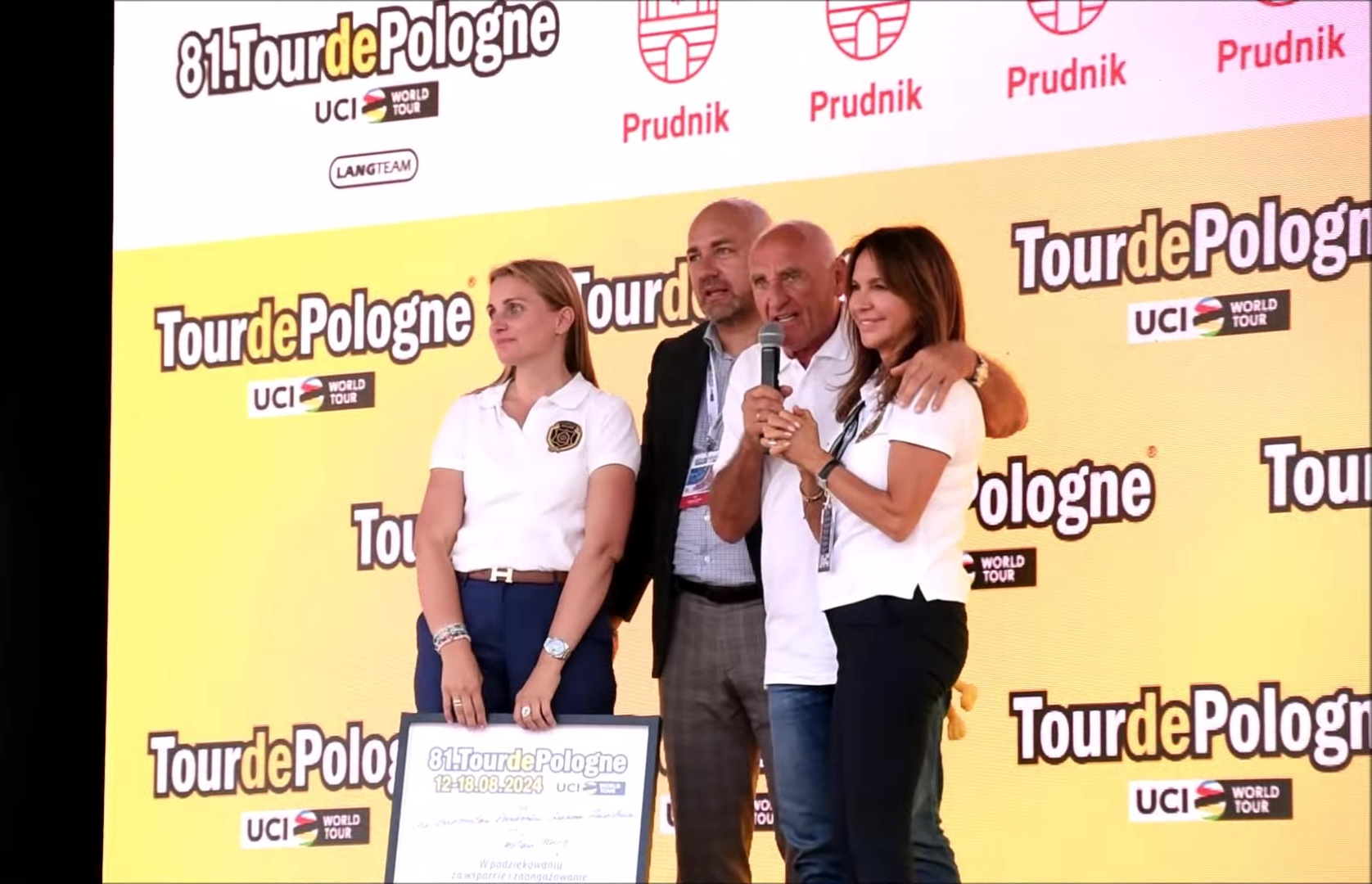
Czesław i Elżbieta (po prawej) oraz Agata (po lewej) na scenie TdP w Prudniku (2024)

Urodził się i wychował na Kaszubach, w pomorskiej wsi Kołczygłowy. Jego rodzice byli rolnikami, którzy z obawy przed napadami UPA przenieśli się tu z Uhrynowa k. Sokala. Ma żonę Elżbietę i córkę Agatę (ur. 1980). Ze względów zdrowotnych w 2011 przeszedł na weganizm.
Został członkiem honorowego komitetu poparcia Bronisława Komorowskiego przed wyborami prezydenckimi w Polsce w 2015 roku.
Wraz z żoną mieszka w Barnowie, gdzie prowadzi gospodarstwo ekologiczne Eko Folwark.